# Burg Alt-Toggenburg
Die Burg Alt-Toggenburg ist eine abgegangene Höhenburg auf dem Iddaberg auf dem Gebiet der heutigen Gemeinde Kirchberg SG und war die Stammburg des Grafengeschlechts der Toggenburger. Seit 1861 befindet sich auf dem Burgareal die Wallfahrtsstätte St. Iddaburg zur Verehrung der heiligen Idda von Toggenburg.

## Lage
Die Burg stand 966 m ü. M. südwestlich über Gähwil auf einem schmalen Bergrücken, der auf drei Seiten steil abfällt. Sie bildete das alte Zentrum des toggenburgischen Besitzes im heutigen unteren Toggenburg und Untertoggenburg.

## Geschichte
Ursprünglich eine bronze- und eisenzeitliche Höhensiedlung, wurde sie die Stammburg der Grafen von Toggenburg. Die erste Erwähnung datiert auf 1044. Der St. Galler Abt Ulrich III. liess die Burg 1085 verwüsten, worauf sie wieder aufgebaut wurde. 1226 ging sie an die Abtei St. Gallen und 1289 an Rudolf von Habsburg. 1320 gehörte sie wieder der Abtei, die die Burg noch im selben Jahrhundert aufliess.
1861 begründete Pfarrer Josef Anton Wäspi auf dem Burgplatz den Wallfahrtsort St. Iddaburg. 1888 richtete man eine Lourdesgrotte als weiteren Anziehungspunkt für die Pilger ein. 1933/34 wurde die Wallfahrtskapelle in der heutigen Form erbaut. In der gleichen Zeit entstand das Pfarrhaus und eine Zufahrtsstrasse.

## Anlage
Die Anlage ist 230 m lang. Der Wohnturm der Kernburg hatte eine Fläche von 14 × 14 m und hatte 2,2 m dicke Wände. Heute sind nur noch schwache Mauerspuren sichtbar.
Vielleicht stammt der Minnesänger Graf Kraft von Toggenburg von hier.

## Bilder

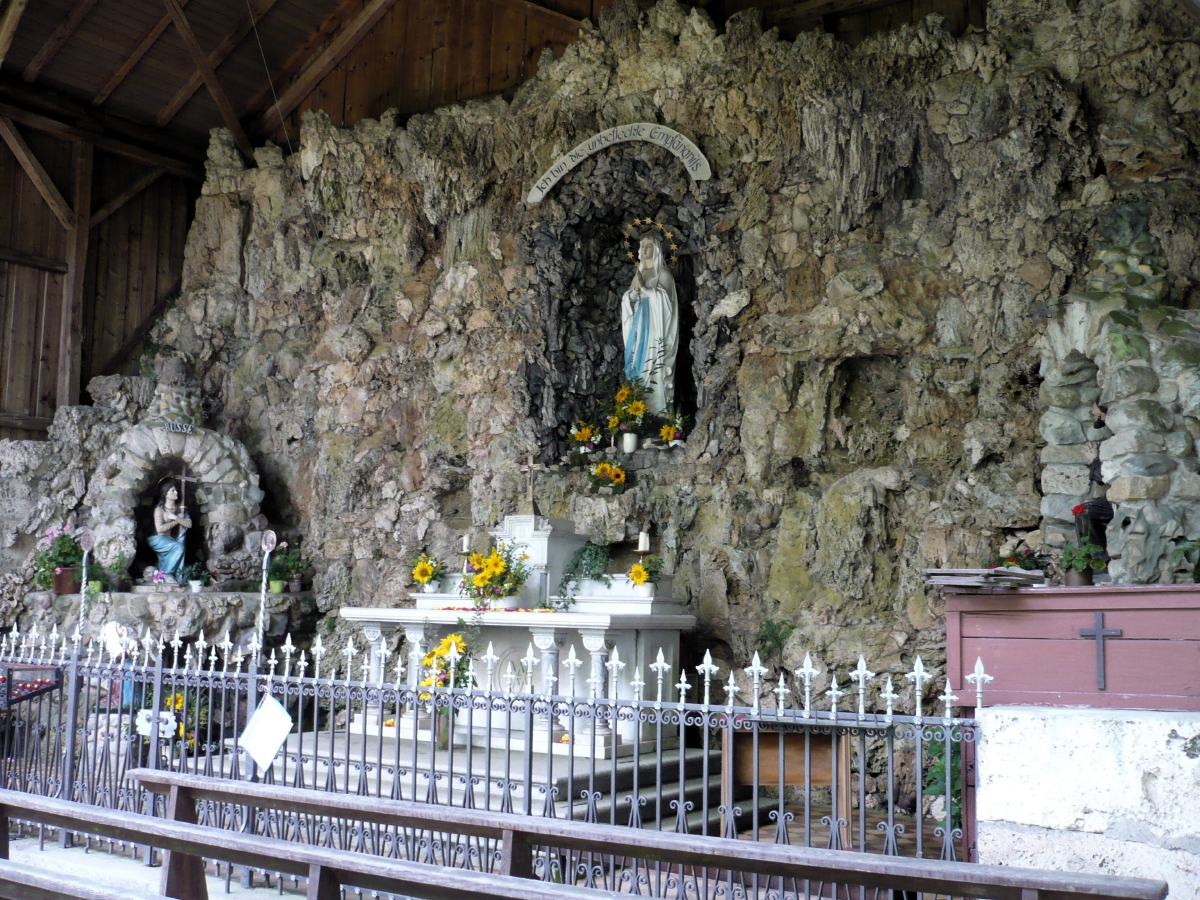
Lourdesgrotte am Ostabhang des Iddaberges
Luftaufnahme von Walter Mittelholzer mit der früheren Wallfahrtskapelle
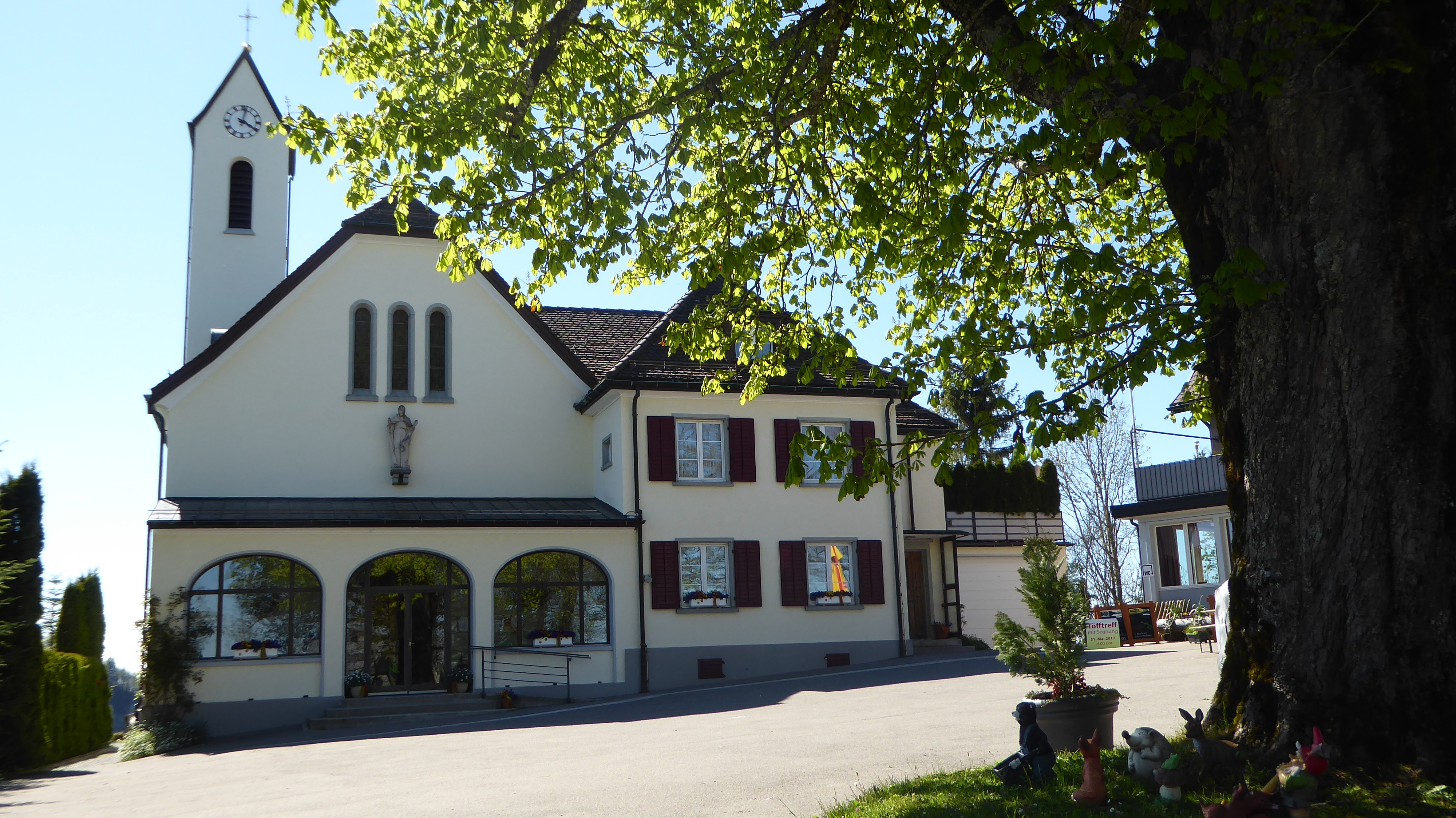
Wallfahrtskirche St Iddaburg, Aussenansicht
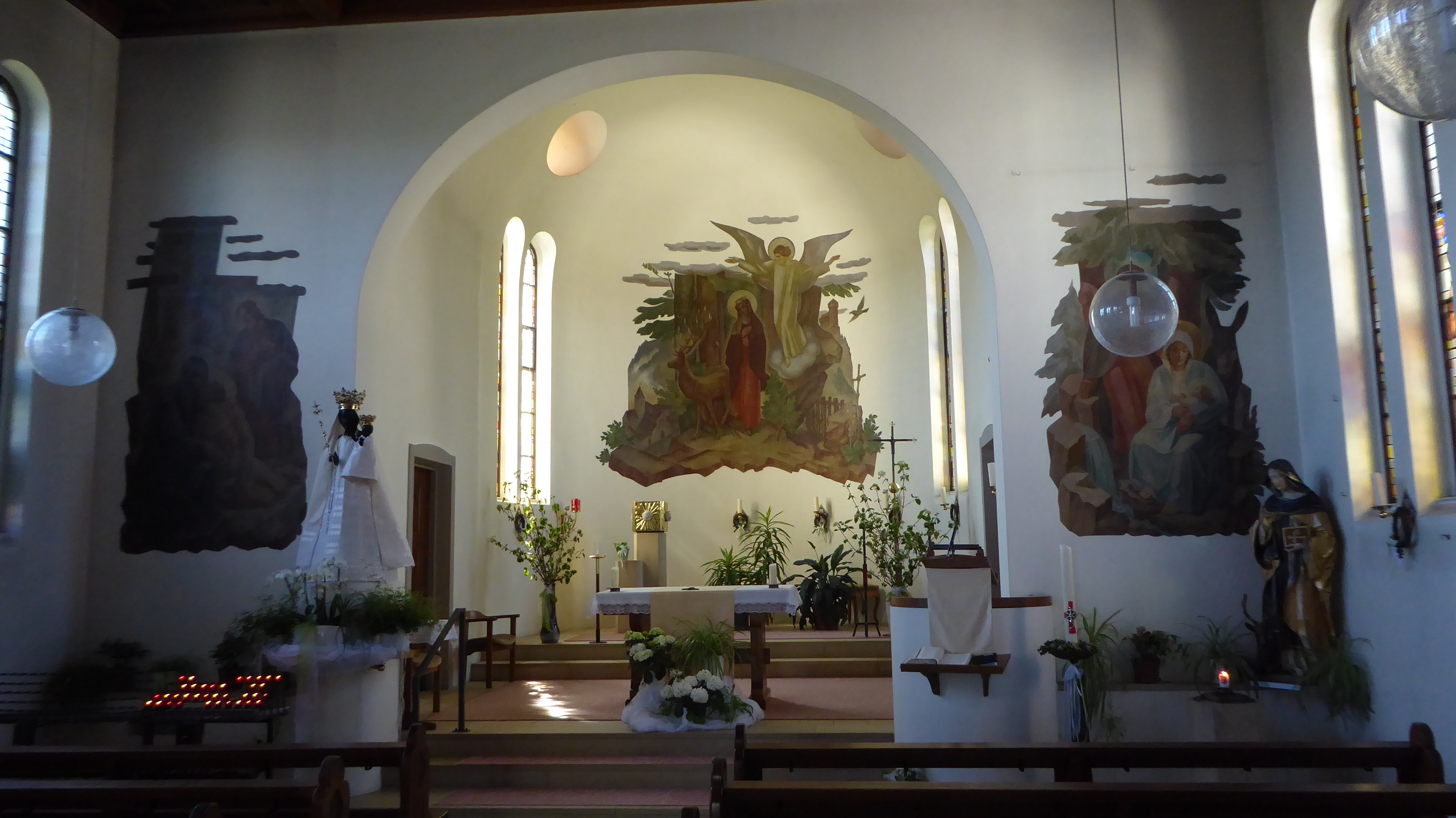
Chor der Wallfahrtskirche. Das Chorbild zeigt die heilige Idda, rechts ist die Rast der heiligen Familie auf der Flucht nach Ägypten dargestellt, links die Kreuzabnahme als Pietà; vorne Kopie der Schwarzen Madonna im Kloster Einsiedeln.